# سام لیدلا
سام لیدلا، (به انگلیسی: Sam Laidlaw) (زاده ۱۹۵۶) کارآفرین، بازرگان و مدیر ارشد اجرایی بریتانیایی است، که در حال حاضر به‌عنوان مدیر عامل اجرایی شرکت سنتریکا فعالیت می‌کند.